# Bahnhof New Cross Gate

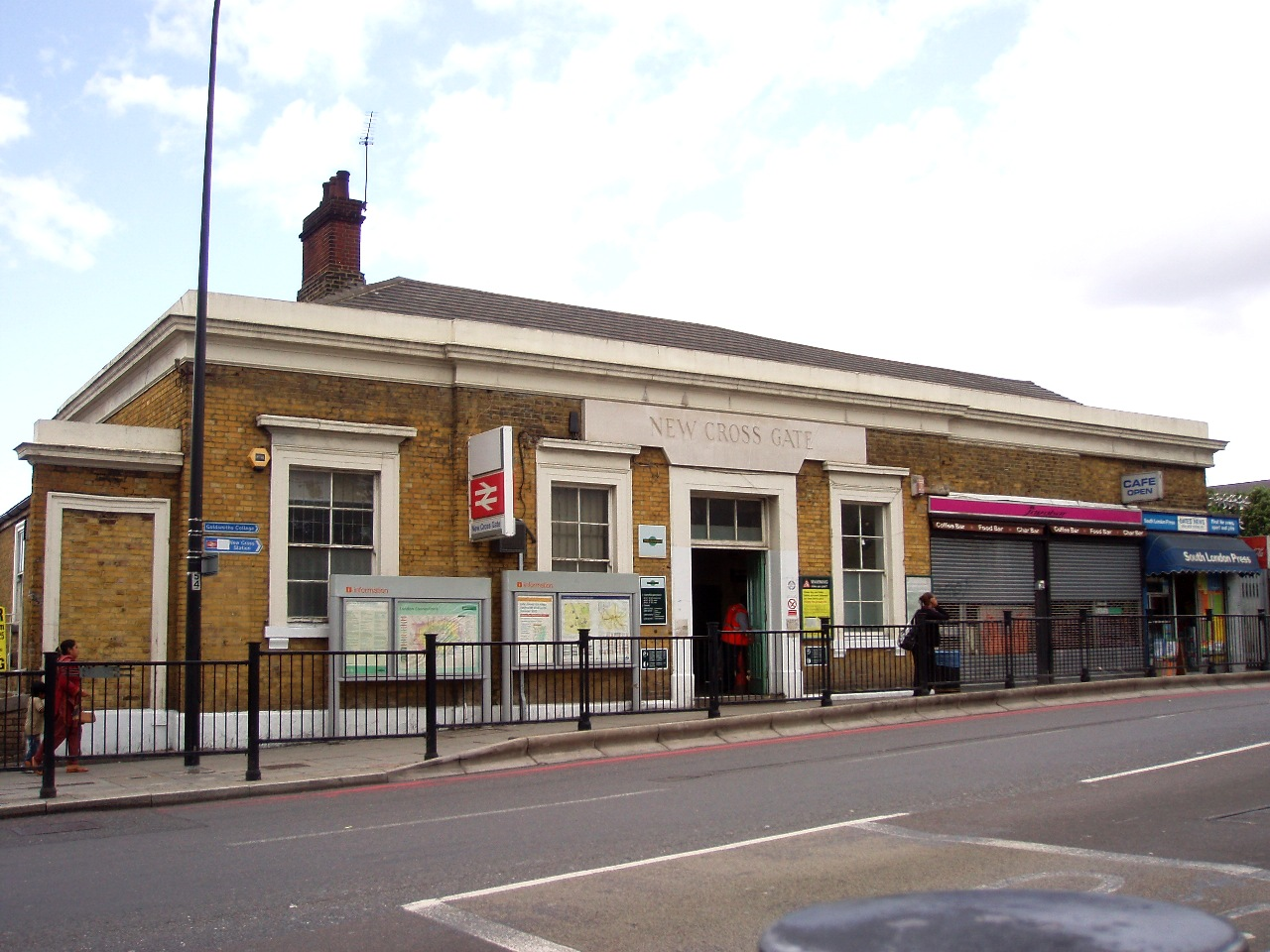
Bahnhofsgebäude

New Cross Gate ist ein Bahnhof im Stadtbezirk London Borough of Lewisham. Er liegt in der Travelcard-Tarifzone 2 an der Kreuzung von New Cross Road und Hatcham Park Road, etwa 600 Meter westlich des Bahnhofs New Cross.
Durch New Cross Gate führt einer der Streckenäste der East London Line, einer Linie der London Overground. Züge der Eisenbahngesellschaft Southern verkehren auf der Brighton Main Line zwischen London Bridge und Brighton. Im Jahr 2013 nutzten 4,369 Millionen Fahrgäste den Bahnhof.

## Eisenbahn

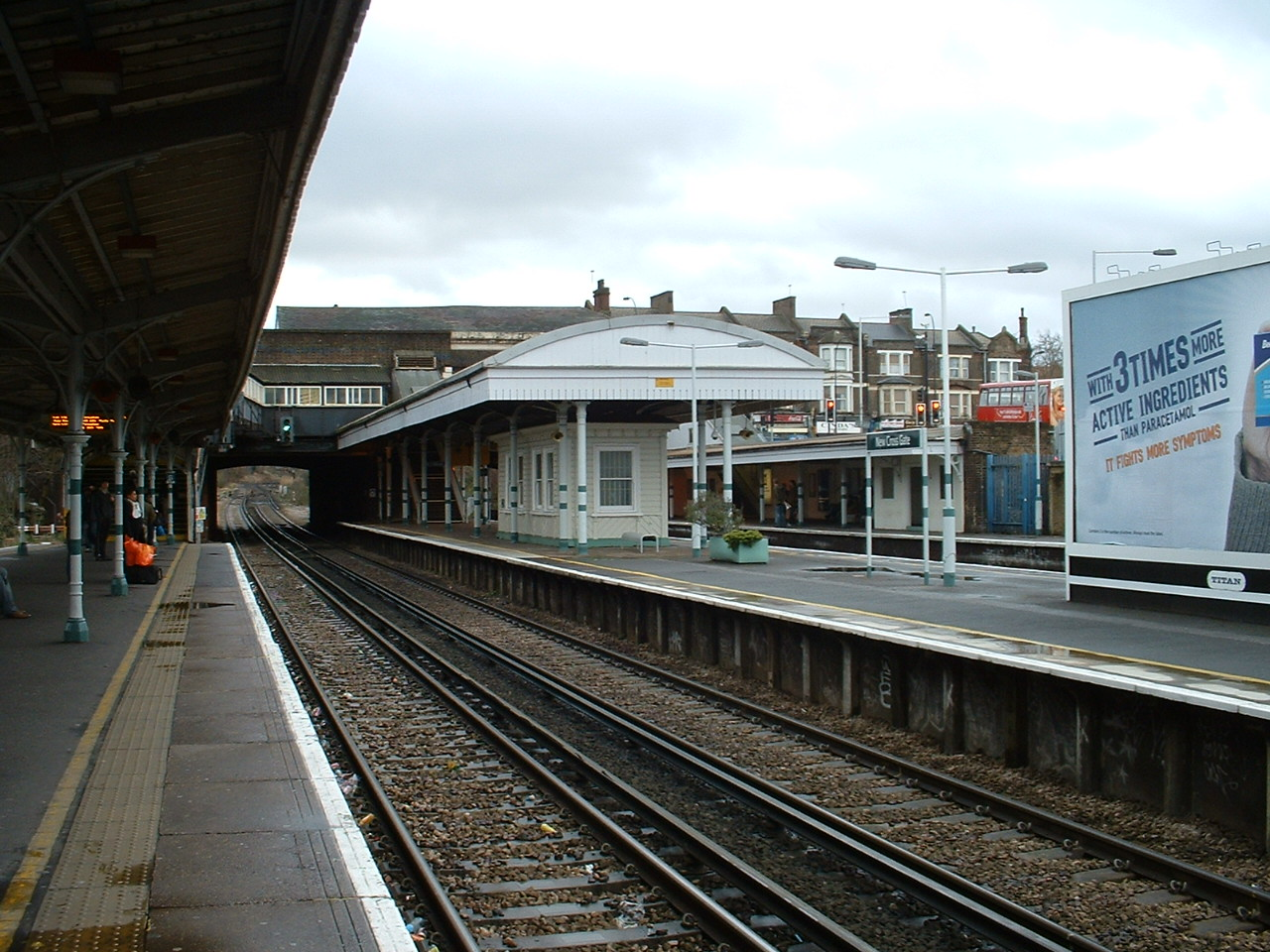
Blick auf die Bahnsteige

Während des britischen Eisenbahnbooms Ende der 1830er Jahre bauten zwei verschiedene Gesellschaften Strecken in dieser Gegend. Die London and Croydon Railway (L&CR) eröffnete am 5. Juni 1839 einen Bahnhof an der Kreuzung von New Cross Road und Hatcham Park Road. Die South Eastern Railway (SER) folgte am 1. Oktober 1850 mit einem Bahnhof an der Kreuzung von New Cross Road und Amersham Way. Beide Gesellschaften nannten ihre Bahnhöfe New Cross.
Diese verwirrende Situation blieb bis 1923 bestehen, als beide Gesellschaften in der Southern Railway aufgingen. Um weitere Verwechslungen zu vermeiden, wurde der Bahnhof an der Strecke nach Brighton in New Cross Gate umbenannt.

## East London Line

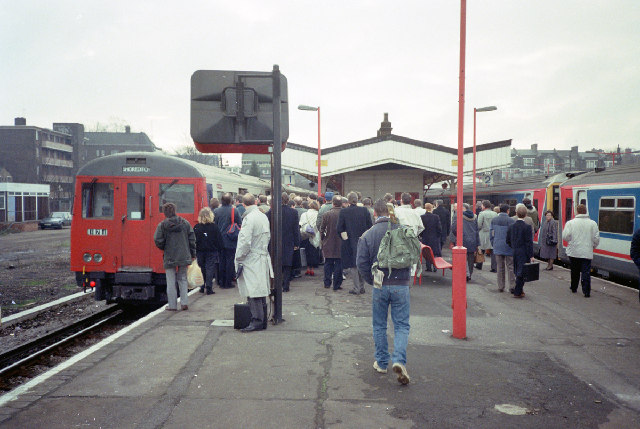
Bahnhof New Cross Gate 1991

Am 1. Dezember 1884 nahmen die Metropolitan Railway (MR, heute Metropolitan Line) und die Metropolitan District Railway (MDR, heute District Line) den U-Bahn-Betrieb auf. Zu Beginn lagen die MDR-Bahnsteige einige Dutzend Meter entfernt, wurden aber am 31. August 1886 zum eigentlichen Bahnhof verlegt, um bessere Umsteigemöglichkeiten zu schaffen. Die MDR stellte ihren Betrieb am 31. Juli 1905 ein, die MR am 2. Dezember 1906, so dass die Linie vorübergehend nur dem Güterverkehr diente. Ab 31. März 1913 befuhren Züge der MR wieder die nunmehr elektrifizierte East London Line. Seit der Schließung der Verbindungskurve St Mary’s Curve bei Whitechapel am 5. Oktober 1941 war die East London Line betrieblich eigenständig.
Zwischen dem 25. März 1995 und dem 25. März 1998 war die gesamte Strecke wegen Renovierungs- und Modernisierungsarbeiten für jeglichen Verkehr gesperrt. Am 22. Dezember 2007 wurde die East London Line erneut geschlossen, um sie zu modernisieren und an beiden Enden zu verlängern. Seit dem 27. April 2010 ist sie nach zweieinhalbjähriger Bauzeit wieder offen und mittlerweile ein Teil von London Overground. New Cross Gate war zunächst vier Wochen lang die südliche Endstation, die Züge verkehren seit 23. Mai 2010 weiter nach Crystal Palace und West Croydon.